# Джейсон Джей Смарт
Джейсон Джей Смарт (англ. Jason Jay Smart) — американський політтехнолог та політолог, що веде свою діяльність в Україні та на території пострадянських держав.
Один із спікерів Форуму Вільних Держав Постросії

## Освіта та наука
Навчався в старшій школі Ленглі у Маклейні, Вірджинія, місті, що входить до 20 найбагатших та найпрестижніших міст Америки за версією Bloomberg.
2006 року Джейсон Смарт одержав стипендію Девіда Борена NSEP (National Security Education Program який має навчити американців мови).
У 2007 році закінчив навчання в Університеті Джорджа Мейсона з подвійною спеціалізацією — бакалавр з державної та міжнародної політики, та русистики. У 2013 році здобув ступінь магістра політології в Політехнічному інституті та університеті штату Вірджинія, захистивши диплом за темою «Російський вплив і киргизька слабина: Реалістичне розуміння киргизького національного інтересу». Там само отримав сертифікат випускника спеціалізації Дослідження державної безпеки.
Джейсон провів рік, вивчаючи російську мову у місті Владимир, Росія. Потім він працював асистентом в Інституті передових досліджень Кеннана.
У 2019 році захистив ступінь доктора філософії з міжнародних відносин у Молдавському державному університеті з дисертацією на тему «Очорнення як інструмент у міжнародній політиці (Приклад відносин між США та Російською Федерацією)». Він став першим громадянином США, хто захистив докторську дисертацію USM. Смарт є членом дослідницької команди Лабораторії дослідження очорнювання та репутаційної політики при Університеті Джорджа Мейсона.

## Міжнародна діяльність
В 2008 році Смарт працював в офісі генерального прокурора штату Вірджинія Кена Кучінеллі. Також, у 2008 році він вів роботу у передвиборному штабі сенатора США Джона Маккейна.
З 2009 року Смарт працював як регіональний директор Міжнародного республіканського інституту — організації що фінансується Державним департаментом США, фондом USAID та Національним фондом на підтримку демократії, у Киргизстані, де був куратором двох офісів — у Бішкеку та Оші. Метою роботи Смарта було просування демократії у Киргизстані через проведення тренінгів для політичних партій у сферах виборчого процесу, технологій та масових комунікацій.
За свою діяльнысть він був заарештований в Узбекистані та після кількох днів допитів депортований в Киргизстан. У березні 2009 року Смарт був запрошений на зустріч з колишнім президентом СРСР Михайлом Горбачовим.
В рамках своєї співпраці з Міжнародним республіканським інститутом, Смарт працював на місцях з опозицією Росії та Камбоджі. Смарт також працював радником для політичних сил Еквадору, Литви та України. У 2013 році консультував правоцентристську Ліберально-демократичну партію прем'єр-міністра Молдови.
На виборах 2016 року у США працював над кампанією кандидата у президенти сенатора Теда Круза, де спеціалізувався на аналізі даних та мікротаргетингу виборців. Консультував колишнього прем'єр-міністра, нині президента Молдови Майю Санду.

## Діяльність в Україні
У 2015 році Смарт працював з головою Служби безпеки України. Наразі Смарт очолює недержавну організацію «За вільну Україну».
Перебуваючи в Україні, Смарт проводить лекції для студентів ВНЗ. В якості політичного та військового експерта бере участь в українських телевізійних інтерв'ю та пише колонки для ЗМІ.
З січня 2022 року є спеціальним кореспондентом Kyiv Post.

## Політичні погляди
Смарт є членом Республіканської партії. Дотримується проукраїнської позиції. Також, Смарт є спікером опозиційного Форуму вільної Росії, організованого Гаррі Каспаровим, де він зазначав, що «Путін загрожує демократичним країнам». Через співпрацю з російською опозицією Смартові заборонено в'їзд до Російської Федерації.